# خليل حسين مغنية
الشيخ خليل بن الشيخ حسين مغنية العاملي (1900 - 1958). فقيه شيعي لبناني مجتهد له باع طويل في الإرشاد والتبليغ في جبل عامل، أديب وشاعر ومؤلف.

## ولادته
ولد في قرية طيردبا فيقضاء صور عام 1900 (1318 هـ). والده الشيخ حسين مغنية من كبار علماء جبل عامل.

## دراسته
بدأ بتلقي علومه على والده الشيخ حسين مغنية وعلى غيره من العلماء والمدرسين ثم انتقل إلى النجف حيث تابع تحصيله العلمي سحابة خمس عشر سنة حتى نال إجازة الاجتهاد. عاد إلى قريته وأقام فيها طيلة حياته منصرفا إلى القضاء بين الناس والتعليم والهداية والإرشاد.

## المؤلفات
له بعض المؤلفات، وله كثير من الشعر معظمه في رثاء ومديح، ومن مؤلفاته:
- المرحلة الفكرية في العقائد الدينية.
- التضحية الكبرى أو (بين يدي الإمام الحسين)
- ديوان شعر الشيخ خليل مغنية.

## وفاته
توفي بمرض عضال عام 1958 (1378 هـ) في صيدا ودفن في طيردبا.